# Ayun Hạ
Ayun Hạ là một xã cũ thuộc huyện Phú Thiện, tỉnh Gia Lai, Việt Nam
.Xã Ayun Hạ có diện tích 27,65 km², dân số năm 2006 là 5.130 người, mật độ dân số đạt 186 người/km².

## Địa lý
Xã Ayun Hạ nằm ở phía bắc huyện Phú Thiện, cách thị trấn Phú Thiện khoảng 7km:
- Phía Bắc giáp huyện Chư Sê
- Phía Nam giáp xã Ia Ake
- Phía Đông giáp xã Chư A Thai
- Phía Tây giáp huyện Chư Sê

## Lịch sử
Ayun Hạ được thành lập năm theo Nghị định số 98/NĐ – CP ngày 15 tháng 9 năm 2006 trên cơ sở một phần diện tích tự nhiên và dân số của xã Ia Ake (lúc này vẫn thuộc huyện Ayun Pa).
Theo Nghị quyết số 1664/NQ-UBTVQH15 ra tháng 6 năm 2025, sáp nhập tỉnh Bình Định vào tỉnh Gia Lai. Giải thể huyện Phú Thiện, sáp nhập 3 các xã của huyện: Chư A Thai, xã Ayun Hạ và xã Ia Ake thành xã Chư A Thai.

## Hành chính
Xã gồm có 10 thôn, làng: Thanh Thượng A, Thanh Thượng B, Thanh Sơn, Thanh Hà, Thanh Bình, Thanh Liêm, Đoàn Kết, Plei Ơi, Plei Ring, Plei Đáp.